# Brignoliella besuchetiana
Brignoliella besuchetiana là một loài nhện trong họ Tetrablemmidae.
Loài này thuộc chi Brignoliella. Brignoliella besuchetiana được Bourne miêu tả năm 1980.